# Patrick Meunier
Patrick Meunier est un producteur et réalisateur français de télévision, né le 22 juin 1942 à Paris où il est mort le 3 avril 2010.

## Filmographie

### Producteur
- 1993 : L'Amour assassin (téléfilm)
- 1997 : Miracle à l'Eldorado (téléfilm)
- 1997 : Les Mystères de Sadjurah (téléfilm)
- 1998 : Le Horsain (téléfilm)
- 1999 : La Nuit des hulottes (téléfilm)
- 2001 : Cavalcade (téléfilm)
- 2003 : Le Bleu de l'océan (feuilleton télévisé)
- 1991-2003 : Nestor Burma (série télévisée)
- 2008 : Le Gendre idéal (téléfilm)
- 2001-2010 : Joséphine, ange gardien (série télévisée)

### Directeur de production
- 2002 : Les Filles du calendrier (téléfilm)

### Réalisateur
- 1980 : La Mélodie de l'âme (documentaire télévisé)
- 1985 : Esclave et Pharaon (téléfilm)
- 1986 : Rendez-vous manqués (téléfilm)
- 1988 : Civilisations (téléfilm)

### Assistant réalisateur
- 1971 : Tang d'André Michel (série TV)
- 1974 : Ardéchois cœur fidèle de Jean-Pierre Gallo TV
- 1981 : Pour la peau d'un flic d'Alain Delon
- 1983 : Le Battant d'Alain Delon
- 1983 : Un dimanche de flic de Michel Vianey
- 1996 : Les Caprices d'un fleuve, de Bernard Giraudeau
- 1996 : Crime à l'altimètre de José Giovanni